# Silver City (Missisipi)
Silver City – miasto w Stanach Zjednoczonych, w stanie Missisipi, w hrabstwie Humphreys. Populacja miasta wynosiła 337 osób w 2000 i 2010 roku.
Miasto najpierw nazywało się "Palmetto Home" od pobliskiej plantacji.